# 351 Yrsa
351 Yrsa là một tiểu hành tinh ở vành đai chính. Nó được Max Wolf phát hiện ngày 16.12.1892 ở Heidelberg, và được đặt theo tên hoàng hậu Yrsa trong thần thoại Bắc Âu.